# Muju-gun
Muju-gun (hangul 무주군, hanja  茂朱郡) är en landskommun (gun) i den sydkoreanska provinsen Norra Jeolla. Kommunen har 24 252 invånare (2020). Den administrativa huvudorten är Muju-eup.
Kommunen är indelad i en köping (eup) och fem socknar (myeon):
Anseong-myeon,
Bunam-myeon,
Jeoksang-myeon,
Muju-eup,
Mupung-myeon och
Seolcheon-myeon.